# Garbatówka (gromada)
Garbatówka – dawna gromada, czyli najmniejsza jednostka podziału terytorialnego Polskiej Rzeczypospolitej Ludowej w latach 1954–1972.
Gromady, z gromadzkimi radami narodowymi (GRN) jako organami władzy najniższego stopnia na wsi, funkcjonowały od reformy reorganizującej administrację wiejską przeprowadzonej jesienią 1954 do momentu ich zniesienia z dniem 1 stycznia 1973, tym samym wypierając organizację gminną w latach 1954–1972.
Gromadę Garbatówka z siedzibą GRN w Garbatówce utworzono – jako jedną z 8759 gromad na obszarze Polski – w powiecie chełmskim w woj. lubelskim na mocy uchwały nr 7 WRN w Lublinie z dnia 5 października 1954. W skład jednostki weszły obszary dotychczasowych gromad Garbatówka wieś, Garbatówka kol., Grabniak, Ostrówek Podyski, Szczupak, Sumin i Wólka Nadrybska ze zniesionej gminy Wiszniewice w tymże powiecie. Dla gromady ustalono 12 członków gromadzkiej rady narodowej.
1 stycznia 1960 do gromady Garbatówka włączono obszar zniesionej gromady Nadrybie Dwór w tymże powiecie.
31 grudnia 1961 z gromady Garbatówka wyłączono wsie Nadrybie, Nadrybie Dwór i Nadrybie Ukazowe, włączając je do gromady Puchaczów w powiecie lubelskim w tymże województwie, po czym gromadę Garbatówka zniesiono 1 stycznia 1962, włączając jej pozostały obszar do gromady Cyców (kolonie Janowica, Józefin, Stefanów, Przymiarki i Zaróbka) i do nowo utworzonej gromady Świerszczów (wieś i kolonia Garbatówka, wieś Ostrówek, kolonia Podyski, wieś Sumin, wieś Wólka Nadrybska, kolonia Grabniak oraz kolonia Szczupak) w powiecie chełmskim.